# Vinicio Sofia

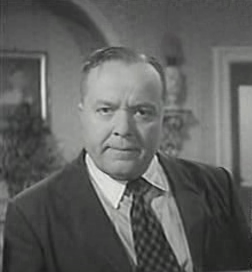
Vinicio Sofia

Vinicio Sofia (* 13. Dezember 1907 in Corleone; † 30. Dezember 1982 in Rom) war ein italienischer Schauspieler und Synchronsprecher.

## Leben
Sofia begann seine Karriere zu Beginn der 1930er Jahre auf Revue- und Theaterbühnen. Ab 1940 intensivierte er seine Tätigkeit für das Radio und widmete sich nach dem Zweiten Weltkrieg vornehmlich der Synchronarbeit; so war er die italienische Stimme von Tweedledee in Alice im Wunderland (1951) und sprach für zahlreiche andere Trickfilme und Kinofilme. Als Darsteller für die Leinwand spielte der recht kleine, untersetzte Schauspieler zahlreiche Nebenrollen ab 1933; nach 1950 verminderte er diesen Teil seiner vierzig Jahre lange währenden Aktivitäten deutlich. Dafür war er zwischen 1958 und 1968 in vielen Fernseharbeiten zu sehen.

## Filmografie (Auswahl)
- 1933: Camicia nera
- 1935: Lorenzino de’ Medici
- 1950: Der Dieb von Venedig (Il ladro di Venezia)
- 1974: Philo Vance (Fernsehserie, Folge La canarina assassinata)